# Eoin Reddan
Eoin Reddan (* 20. November 1980 in Limerick) ist ein ehemaliger irischer Rugby-Union-Spieler. Er spielt auf der Position des scrum half (Gedrängehalb).

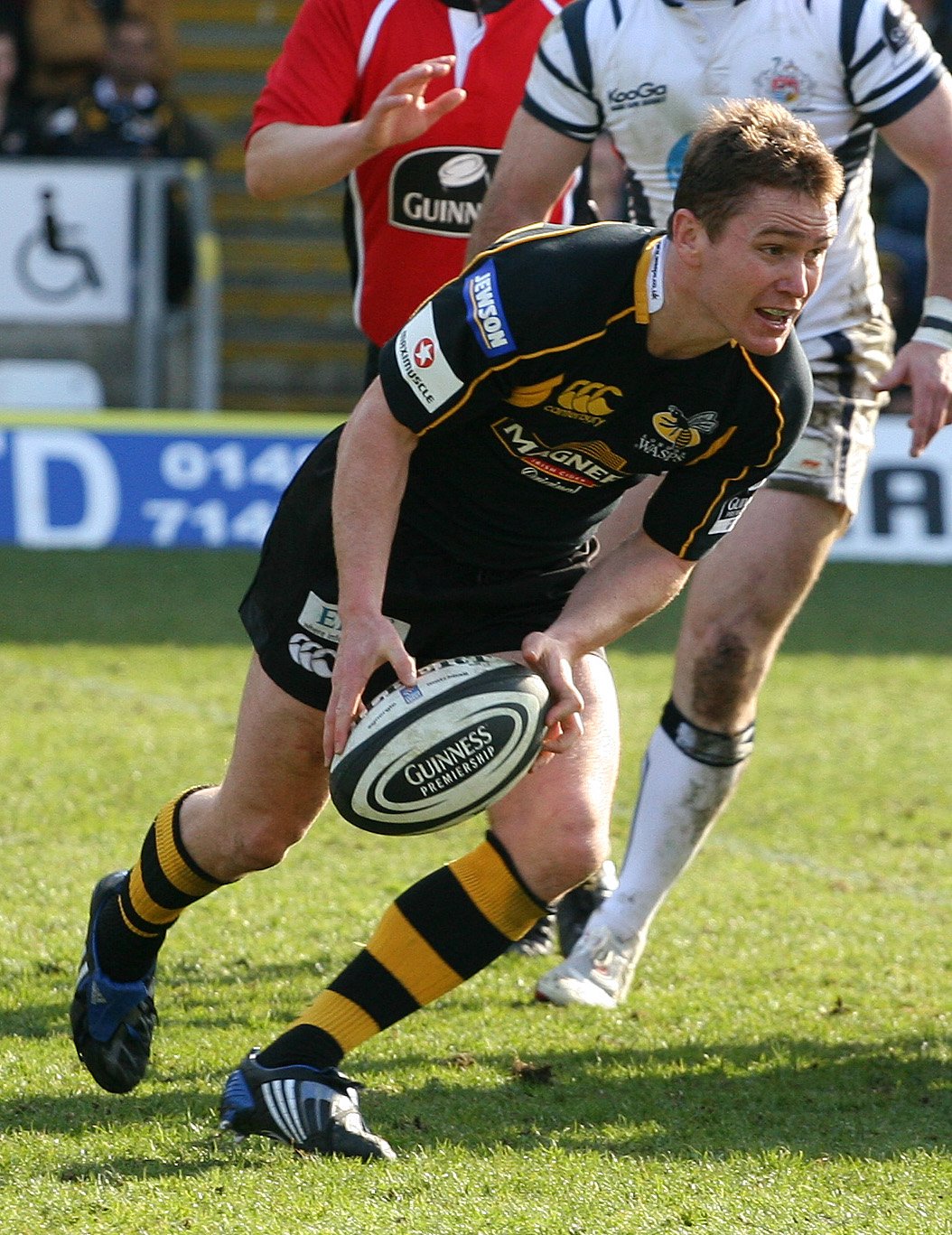
Eoin Reddan (2009)

Reddan studierte an der University of Limerick. 2001 wurde er Profi beim Celtic-League-Club Connacht Rugby, wo er zwei Jahre spielte (18 Spiele (20 Punkte)). Von 2003 bis 2005 spielte der scrum half bei Munster Rugby (29 Spiele (10 Punkte)). Von 2005 bis 2009 spielte er in England bei den Wasps RFCLondon Wasps (125 Spiele (65 Punkte)). Reddan gewann mit diesen den Heineken Cup 2006/07 und die Englische Rugby-Union-Meisterschaft 2007/08. 2009 kehrte er nach Irland zurück und spielte bis 2016 bei Leinster Rugby (140 Spiele (30 Punkte)).
Für die Irische Rugby-Union-Nationalmannschaft debütierte Reddan bei den Six Nations 2006 gegen Frankreich; seither spielte er 71 Mal (10 Punkte), u. a. auch bei der Rugby-Union-Weltmeisterschaft 2007, der Rugby-Union-Weltmeisterschaft 2011 und der Rugby-Union-Weltmeisterschaft 2015.